# Kreuz Neufahrn
Het Kreuz Neufahrn is een verkeersknooppunt in de Duitse deelstaat Beieren. Het is een belangrijk verkeersknooppunt omdat het de Luchthaven München met de stad München verbindt.
Op dit klaverbladknooppunt met fly-over ten nooredwesten van het dorp Neufahrn bei Freising kruist de A9 Leipzig-München de A92 München-Deggendorf. Aan de oostkant sluit de afrit Eching-Ost direct op het knooppunt aan.
Nabij het knooppunt lopen zowel de B11 als de B13. 

## Configuratie
Knooppunt
Het is een klaverbladknooppunt met een fly-over voor het verkeer van Deggendorf (A92) naar München (A9). Het knooppunt heeft langs beide snelwegen rangeerbanen.
De verbindingswegen Neurenberg-Dreieck Munchen-Feldmoching en Deggendorf-aansluiting München-Schwabing hebben één rijstrook. Alle andere verbindingswegen hebben twee rijstroken.
Rijstrook
Nabij het knooppunt heeft de A9 2x4 rijstroken. De A92 heeft in westelijke richting 2x2 rijstroken en in oostelijke richting 2x3 rijstroken.

## Verkeersintensiteiten
Dagelijks passeren ongeveer 190.000 voertuigen het knooppunt. Hiermee behoort het tot de drukste knooppunten in Beieren.
| Van                       | Naar                   | Gemiddeld aantal voertuigen per dag | Percentage vrachtverkeer |
| ------------------------- | ---------------------- | ----------------------------------- | ------------------------ |
| AS Allershausen (A9)      | AK Neufahrn            | 104.300                             | 11,0 %                   |
| AK Neufahrn               | AS Eching (A9)         | 119.300                             | 9,5 %                    |
| AS Unterschleißheim (A92) | AK Neufahrn            | 62.600                              | 10,6 %                   |
| AK Neufahrn               | AS Freising-Süd (A 92) | 92.700                              | 7,8 %                    |

## Richtingen knooppunt
| Aansluitende wegen                                  | Aansluitende wegen | Aansluitende wegen | Aansluitende wegen | Aansluitende wegen                                                |
| --------------------------------------------------- | ------------------ | ------------------ | ------------------ | ----------------------------------------------------------------- |
| richting Regensburg / Neurenberg Berlijn            |                    |                    |                    | richting Eching / Luchthaven München Landshut / Passau Deggendorf |
|                                                     |                    |                    |                    |                                                                   |
|                                                     |                    |                    |                    |                                                                   |
|                                                     |                    |                    |                    |                                                                   |
| richting München-West / Lindau Augsburg / Stuttgart |                    |                    |                    | richting München / Messe-ICM Salzburg (A)(I)                      |